# Maserati 300S

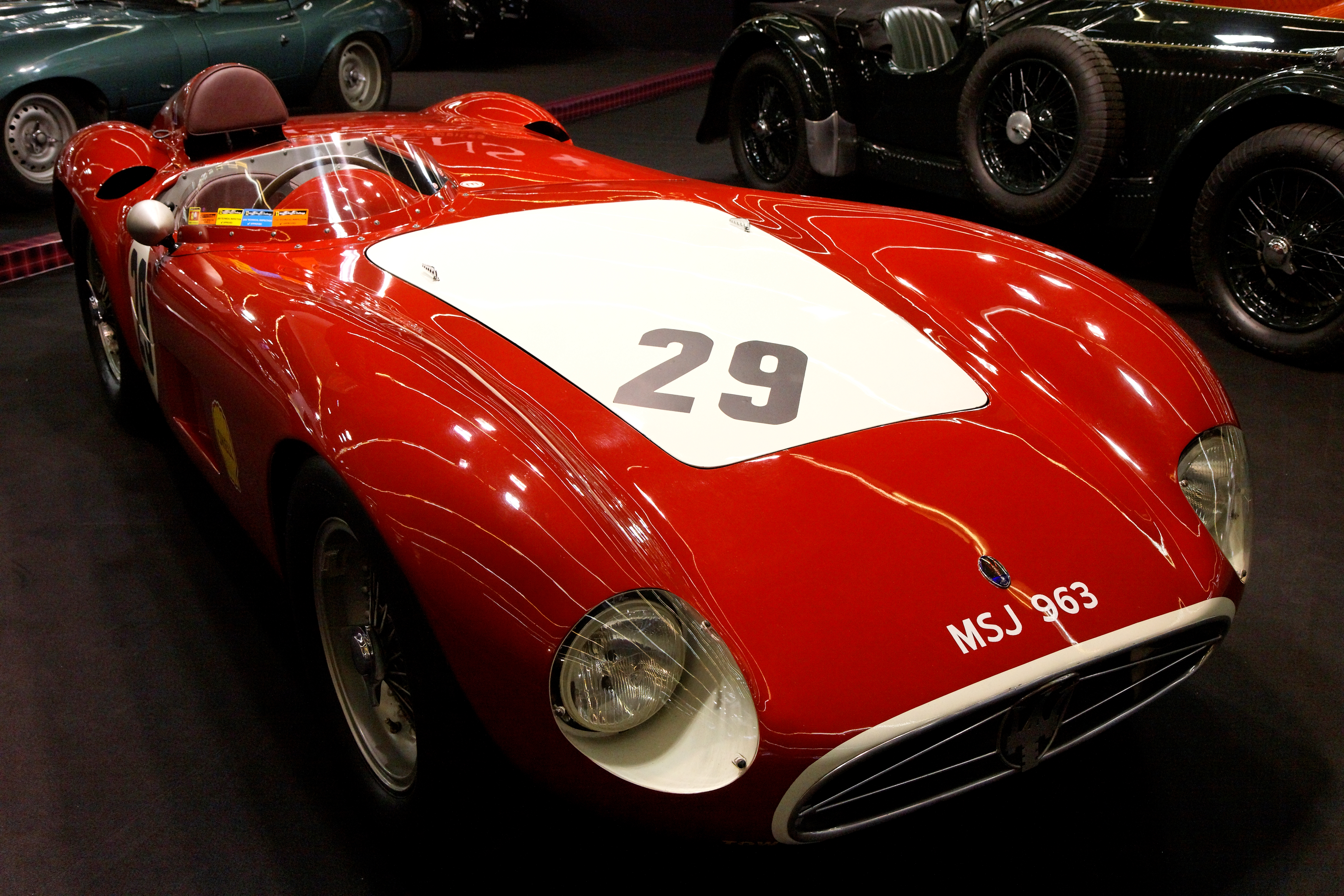
Maserati 300S

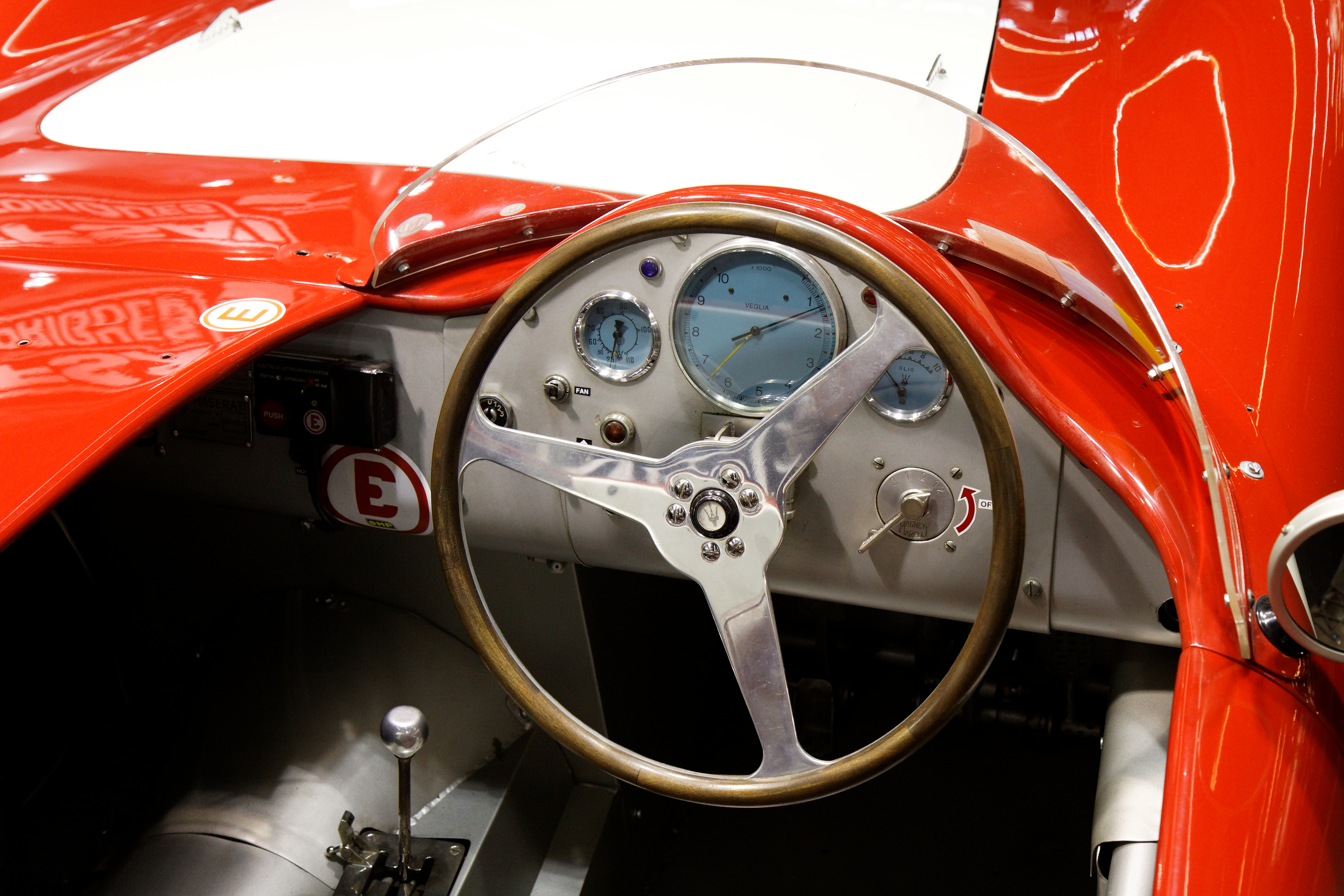
Spartanisches Cockpit eines 300S

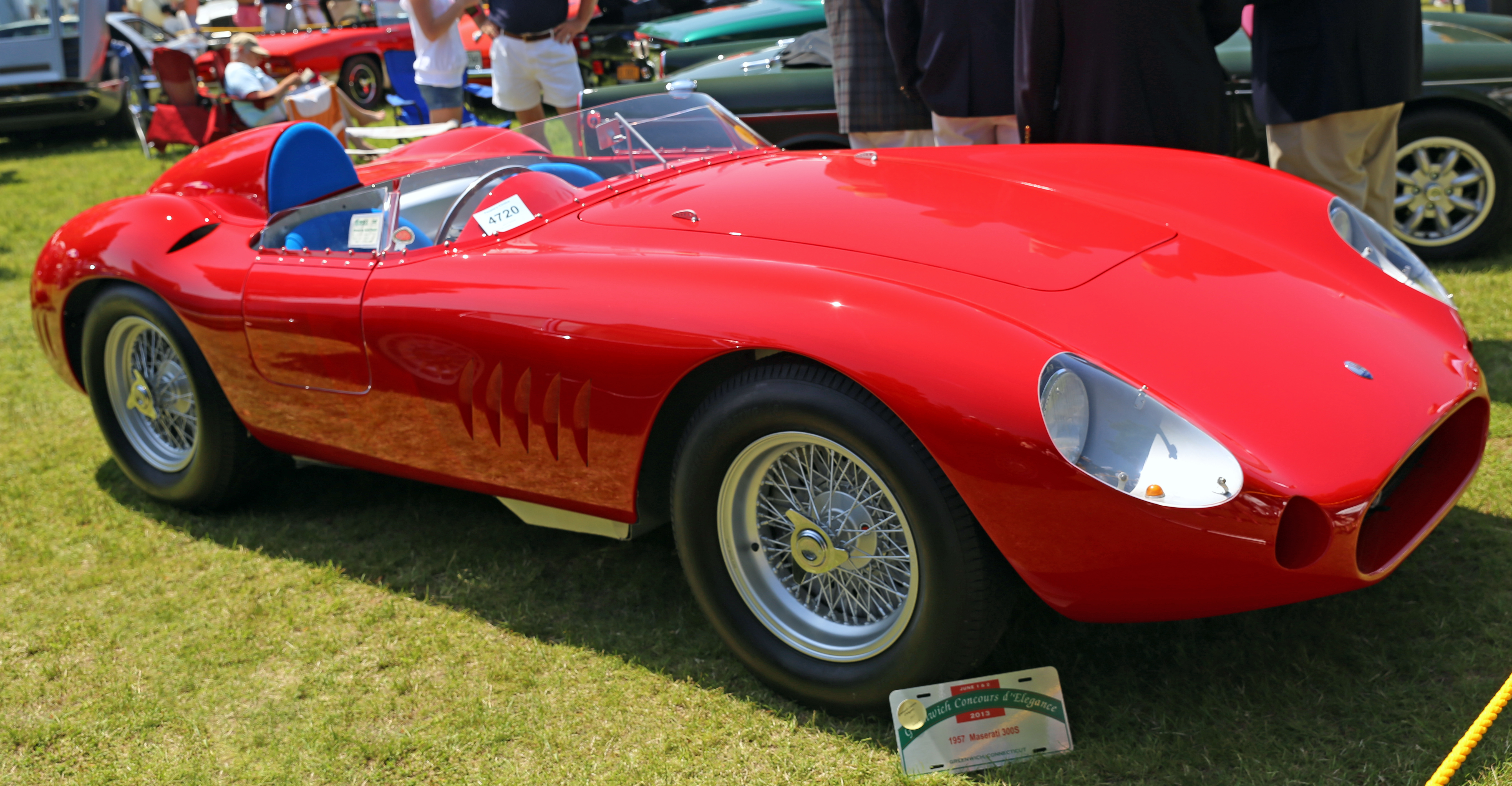
Maserati 300S, Baujahr 1957

Der Maserati 300S, auch Maserati 300 Sport, war ein Sportwagen-Prototyp, der 1955 bei Maserati entwickelt wurde.

## Entwicklungsgeschichte und Technik
Der Maserati 300S war eine Weiterentwicklung des Tipo 2500 Sport, der offiziell als Talbot 2500 Sport bezeichnet wurde, weil er aus einer Zusammenarbeit zwischen Maserati und Automobiles Talbot entstand. Der Aufbau der Fahrgestelle aus runden und ovalen Rohren wurde bei Maserati begonnen und in weiterer Folge bei Gilco Design abgeschlossen. 1956 wurde der Vorderwagen verlängert und 1957 die Karosserie völlig überarbeitet. Bei der Arbeit am Maserati 200SI hatte Maserati aerodynamische Studien durchgeführt, die auch in den 300S flossen. Ab 1957 wirkten die Wagen weniger bullig, die Linienführung war harmonischer und runder geworden. Von den insgesamt 27 gebauten Fahrgestellen wurden 1957 noch sechs gefertigt, obwohl der 450S längst der Einsatzwagen des Werksteams war. Der 300S war jedoch ein beliebtes Kundenfahrzeug und für Maserati ein finanzieller Erfolg. Die Nachfrage der Privatteams musste daher erfüllt werden. Die Karosserien fertigte Fantuzzi, allesamt rechtsgesteuerte Spider-Versionen, von denen keine wirklich baugleich mit einer anderen war.
Der Motor war ursprünglich ein 2,8-Liter-6-Zylinder-Reihenmotor mit Bohrung und Hub von 89 × 75 mm. Vittorio Bellentani war ein Verfechter des langen Hubs. Er wollte Motoren mit hohen Kolbengeschwindigkeiten und mehr Drehmoment bei niedriger Drehzahl. Die ersten Testfahrten mit dem neuen Motor verliefen allerdings wenig zufriedenstellend. Betrieben wurde der Motor mit Alkohol. Schließlich entschied sich Giulio Alfieri für einen 3-Liter-6-Zylinder-Motor mit drei Weber-Vergasern und Doppelzündung. Als Leistung wurden 260 PS (191 kW) angegeben. Das Getriebe war mit dem Differenzial verblockt. Hinten gab es Querblattfedern und vorne Schraubenfedern. Die 300S hatten Trommelbremsen. Das Leichtmetallgehäuse hatte sternförmig angebrachte perforierte Kühlrippen. Das sorgte für mehr Kühlung bei Hitze und ließ bei Regen das Wasser leichter ablaufen. Die Bremsen wurden hydraulisch betätigt. Als Höchstgeschwindigkeit nannte Maserati 290 km/h.
1958 wurden drei Fahrgestelle mit V12-Motoren aus dem Formel-1-250F ausgestattet, die unterschiedliche Bohrung und Hub hatten. Als Maserati die Motorsportaktivitäten einstellte, kam dieses Projekt zum Stillstand.

## Renngeschichte

### 1955
Die Renngeschichte des 300S ist lang. Sie begann 1955 bei den beiden Langstreckenrennen 2-Stunden-Rennen von Dakar sowie 12-Stunden-Rennen von Sebring und endete 1971 beim 12-Stunden-Rennen von Interlagos. Insgesamt gab es 309 Meldungen bei 220 Veranstaltungen. Mit diesem Renntyp wurden 44 Rennen gewonnen; 96-mal wurden Rennen auf dem Podium der ersten Drei beendet.
Das erwähnte erste Rennen 1955 in Dakar endete mit einem Ausfall. Am Steuer des Werkswagen war der Franzose Jean Behra, der lange führte, ehe ihn Antriebsprobleme zur Aufgabe zwangen. Die ersten Platzierungen gab es beim zeitgleich gefahrenen 12-Stunden-Rennen von Sebring. Bill Spear und Sherwood Johnston wurden Dritte; Gino Valenzano und Cesare Perdisa beendeten das Rennen als Gesamtvierte. Der Rückstand auf die Sieger Mike Hawthorn und Phil Walters auf einem Jaguar D-Type betrug zwei bzw. vier Runden. Das Fahrgestell 3053 von Spear und Johnston war privat gemeldet. Der Wagen von Valenzano und Predisa (Fahrgestell 3061) wurde von Maserati gemeldet und von Briggs Cunningham eingesetzt. Den ersten Podestplatz gab es beim Giro di Sicilia 1955. Luigi Musso wurde im Werks-Fahrgestell 3054 hinter den beiden Werks-Ferrari 118LM von Piero Taruffi und Umberto Maglioli Dritter; Vittorio Marzotto wurde auf einem privat gemeldeten 300S Gesamtsechster. Den ersten Sieg gab es am 1. Mai 1955 bei einem Sportwagenrennen in den USA durch den Erfolg von Bill Lloyd in Thompson.
Bei der für italienische Rennteams bedeutenden Mille Miglia war nur ein 300S am Start. Den Werkswagen pilotierte Cesare Perdisa, der vorzeitig ausfiel. Für das Werksteam gab es 1955 zwei weitere wichtige Rennen. Das 1000-km-Rennen von Monza und das 24-Stunden-Rennen von Le Mans. In Monza lieferten sich Luigi Musso und Jean Behra über die gesamte Renndistanz einen heftigen Kampf mit dem Werks-Ferrari 750 Monza von Umberto Maglioli und Mike Hawthorn, den die Maserati-Mannschaft mit einem Vorsprung von 17 Sekunden für sich entschied. Dritte wurden Roberto Mieres und Cesare Perdisa in einem weiteren 300S. Beim vom schweren Unfall überschatteten Le-Mans-Rennen fielen beide Werkswagen aus. Schon im Training am Mittwoch vor dem Rennen kam es zu einem schweren Unfall: Stirling Moss kollidierte bei der Wegfahrt aus den Boxen mit einem kleinen DB HBR und schob diesen in die Gordini-Box. Dabei wurde der französische Maserati-Pilot Jean Behra an den Beinen verletzt und konnte nicht am Rennen teilnehmen. Auch zwei Journalisten wurden umgestoßen und leicht verletzt. Der verletzte Behra wurde durch Luigi "Gino" Valenzano ersetzt, der gemeinsam mit Musso bis auf den zweiten Gesamtrang vorkam, ehe eine defekte Antriebswelle das Rennen beendete.
Ein fatales Rennen war die RAC Tourist Trophy 1955 auf dem Dundrod Circuit. Drei Fahrer kamen bei dieser Veranstaltung zu Tode, die Luigi Musso und Franco Bordoni-Bisleri als Fünfte beendeten.

### 1956
In der Sportwagen-Weltmeisterschaft 1956 wurden die Werks-300S zu den großen Gegnern der Ferraris. Sterling Moss und Carlos Menditéguy gewann das 1000-km-Rennen von Buenos Aires vor Olivier Gendebien und Phil Hill im Ferrari 857S und den Teamkollegen Jean Behra/José Froilán González. Nach einem fünften Rang beim 12-Stunden-Rennen von Sebring folgte bei der Mille Miglia ein Totalausfall. Beim 1000-km-Rennen am Nürburgring 1956 wechselten sich im siegreichen 300S mit Stirling Moss, Harry Schell, Piero Taruffi und Behra vier Fahrer am Steuer ab. Auch in Le Mans und in Kristianstad kam kein Maserati ins Ziel, sodass der Titel wieder an Ferrari ging.

### 1957 bis 1971
Auch 1957 wurden die 300S in der Sportwagen-Weltmeisterschaft eingesetzt, einen Gesamtsieg gab es jedoch nicht. Erfolgreich waren die diversen Privatteams. So gewann Juan Manuel Fangio den Großen Preis von Kuba, Luigi Piotti die Trofeo Vigorelli und George Constantine den Großen Preis von Watkins Glen.
Bis 1971 blieb der 300S ein höchst erfolgreicher Rennwagen, der von den Piloten vor allem wegen seines leichten Handlings gerne gefahren wurde.